# Ribemont-sur-Ancre
Ribemont-sur-Ancre – miejscowość i gmina we Francji, w regionie Hauts-de-France, w departamencie Somma.
Według danych na rok 1990 gminę zamieszkiwało 566 osób, a gęstość zaludnienia wynosiła 61 osób/km² (wśród 2293 gmin Pikardii Ribemont-sur-Ancre plasuje się na 487. miejscu pod względem liczby ludności, natomiast pod względem powierzchni na miejscu 508.).